# Phytomyza kamtschatkensis
Phytomyza kamtschatkensis är en tvåvingeart som beskrevs av Friedrich Georg Hendel 1935. Phytomyza kamtschatkensis ingår i släktet Phytomyza och familjen minerarflugor. Inga underarter finns listade i Catalogue of Life.